# ویسنت ۷۸۰۷۱
سیارک ۷۸۰۷۱ (به انگلیسی: 78071 Vicent، نامگذاری:2002LT6) هفتاد و هشت هزار و هفتاد و یکمین سیارک کشف شده‌است که در ۱ ژوئن ۲۰۰۲ کشف شد.